# Kobe Wing Stadium
Kobe Wing Stadium (神戸ウイングスタジアム) er et fodboldstadion i Kobe, Japan. Kapaciteten er på 34 000 og er hjemmebane for fodboldholdet Vissel Kobe. Der blev spillet kampe på Kobe Wing Stadium under VM i fodbold 2002 , men på daværende tidspunkt var kapaciteten på 42 000.

## Kampe under VM i fodbold 2002
- Gruppespil, 5. juni 2002: Rusland – Tunesien 2–0
- Gruppespil, 7. juni 2002: Sverige – Nigeria 2–1
- Ottendedelsfinale, 17. juni 2002: Brasilien – Belgien 2–0